# Institut national d'histoire de l'art
Ne doit pas être confondu avec INA (homonymie).
L’Institut national d'histoire de l'art (INHA) est un établissement d'enseignement supérieur et de recherche français, reconnu comme grand établissement, créé et régi par le décret no 2001-621 du 12 juillet 2001.
L'Institut a pour mission de « développer l’activité scientifique et de contribuer à la coopération scientifique internationale dans le domaine de l'histoire de l’art et du patrimoine » en exerçant des « activités de recherche, de formation et de diffusion des connaissances ». Il est situé à Paris, dans la galerie Colbert qui abrite le département des Études et de la Recherche, et dans le quadrilatère Richelieu, autour de la salle Labrouste, qui abrite le département de la Bibliothèque et de la Documentation, bénéficiaire en 2003 des collections de la Bibliothèque d'art et d'archéologie créée en 1906 et initialement offerte en 1917 par Jacques Doucet à l'Université de Paris. L'activité de recherche est réparti en 8 domaines principaux, couvrant tous les domaines et toutes les périodes de l'histoire de l'art, de la muséologie, de l'histoire des collections et des techniques artistiques, ainsi que du marché de l'art. L'institut accueille à titre temporaire et permanent des chercheurs, conservateurs, maîtres de conférences, pensionnaires et doctorants afin de financer la conduite de leurs travaux.

## Buts et origines

### Fédérer les historiens de l'art
L'INHA vient combler une certaine lacune dans le monde de la recherche française, dans la mesure où il existait assez peu d'universités dans le domaine et où les équipes étaient dispersées. C’est pour remédier à cette situation que, dès 1973, Jacques Thuillier suggérait à Georges Pompidou la création de ce type d’institut. Toutefois, à ce moment, la suggestion n’a eu aucune suite. En 1983, l’idée est reprise, avec plus de succès, puisque André Chastel est mandaté par le Premier ministre Pierre Mauroy pour formuler des propositions en ce sens. Son rapport est publié la même année.
En 1986, une association portant déjà le nom d’Institut national d’histoire de l’art est créée sous la présidence de l’historien d’art Antoine Schnapper. Un rapport est commandé à Marc Fornacciari, qui voit plutôt un institut comme prestataire de services pour la recherche. En marge d’un congrès international d’histoire de l’art qui se tenait à Strasbourg, Jack Lang annonça la naissance d’un Institut international d’histoire de l’art à Paris.
À partir de 1990, la perspective d’un déménagement de la Bibliothèque nationale permet d’envisager la réutilisation de ses espaces pour installer l’institut, qui serait couplé à une Bibliothèque nationale des arts. Un rapport, confié à Michel Melot, va dans ce sens. Fin 1991, le gouvernement s’oriente vers la constitution de deux entités distinctes, l’Institut international d’histoire des arts d’une part, dont la préfiguration est confiée à Pierre Encrevé, et la Bibliothèque nationale des arts, d’autre part.
À la fin de l’année 1992, on s’oriente vers la création d’un centre international d’histoire des arts constitué de l’Institut et de la Bibliothèque mentionnés plus haut, auxquels s’adjoindrait l’École nationale du patrimoine. Dans les mêmes temps, François Fossier et Françoise Benhamou publient aussi des rapports précisant le fonctionnement de la future bibliothèque, qui regrouperait différentes bibliothèques préexistantes (qui ont été en partie intégrées), mais aussi les départements spécialisés de la Bibliothèque nationale.

### Accueillir la collection Doucet
En 1992-1993, tandis que la Bibliothèque d'art et d'archéologie Jacques Doucet déménage matériellement de l'Institut Michelet d'histoire de l'art de l'Université de Paris vers le quadrilatère Richelieu de la Bibliothèque nationale, son futur site, tout en conservant provisoirement son statut interuniversitaire, Jack Lang préconise la création d’un établissement public à caractère administratif sous le nom d’Institut international d’histoire des arts. Mais le Conseil d’État émet un avis défavorable, soulignant qu’une loi est indispensable pour créer ce type d’établissement, ce qui conduit Jack Lang à renoncer.

### Concrétisation et fondation
En 1994, le gouvernement d’Édouard Balladur charge Michel Laclotte de publier un nouveau rapport sur la situation. Une convention est signée avec le musée du Louvre pour aider à la constitution définitive de l’institut, dont le nom définitif est adopté.
L’association de préfiguration est créée en 1995. Les années 1995 et 1996 sont marquées par les différentes missions confiées à Michel Laclotte, qui permettent de préciser certains éléments du projet. Les derniers arbitrages ministériels et interministériels sont rendus en 1997 et 1998, alors même que l’institut, qui n’existe encore qu’à l’état d’« association de préfiguration », commence déjà ses activités. En effet, le site Internet est ouvert en janvier 1998, et les premiers projets de recherche sont lancés au mois d’avril. Le professeur Alain Schnapp est nommé à la tête de l’association.
En 1999, l’institut organise les premières manifestations scientifiques. Le décret portant création de l'INHA est signé le 12 juillet 2001 et son statut confirmé par décret du 29 octobre 2001.

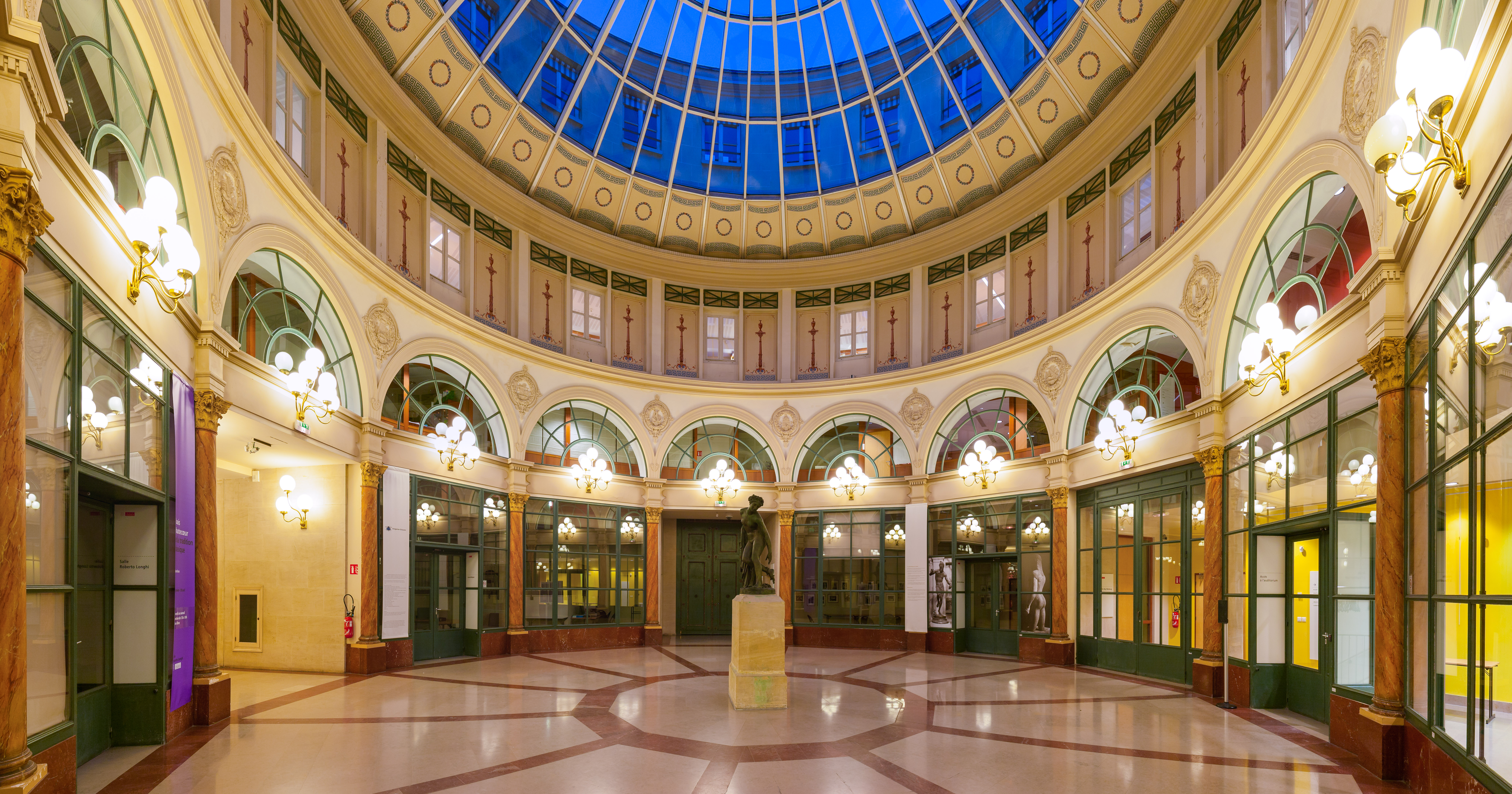
L’Institut national d’histoire de l’art se trouve dans la galerie Colbert à Paris.

## Sites
L'INHA occupe deux sites. D'une part, l'ancien hôtel Bautru construit par l'architecte Louis Le Vau et le maître maçon Michel Villedo en 1634, devenu plus tard l'hôtel Colbert. Sous la monarchie de Juillet, une galerie est créée, appelée aujourd'hui galerie Colbert. La gestion de ce site est confiée à l’INHA et certains espaces sont alloués à l'Institut national du patrimoine et aux facultés d'histoire de l'art parisiennes qui y disposent de bureaux et de salles de cours. D'autre part, la bibliothèque de l'Institut national d'histoire de l'art et sa salle de lecture (dite salle Labrouste), au sein du quadrilatère Richelieu formé par les rues de Richelieu, Colbert, Vivienne et des Petits-Champs. La gestion de ce dernier site est confiée à la Bibliothèque nationale de France. Le 15 décembre 2016, la bibliothèque de l’INHA déménage de la salle Ovale vers la salle Labrouste, sur ce même site.

## Missions
L’Institut national d’histoire de l’art possède trois axes de travail : la recherche, la valorisation de l'histoire de l'art et la gestion de la bibliothèque d’histoire de l'art.
L'INHA participe à la formation des chercheurs — doctorants, post-doctorants, assistants ou attachés de conservation. Il cherche à développer différents programmes de recherche autour de l’histoire de l’art, en veillant à favoriser l’interdisciplinarité. Son service numérique de la recherche a notamment pour vocation de constituer et diffuser des bases de données documentaires, regroupées pour partie sous le portail AGORHA (Accès global et organisé aux ressources en histoire de l'art) depuis mars 2011,.
L’INHA organise également des congrès, des colloques, journées professionnelles Conservation-restauration, manifestations scientifiques et présente des expositions dans la galerie Colbert. Il participe à plusieurs rencontres, comme les Dialogues d'art contemporain, et produit le Festival de l'histoire de l'art de Fontainebleau avec le ministère de la Culture. L'Institut est éditeur d'ouvrages en histoire de l'art.

## Fonctionnement
L'INHA est dirigé par un directeur général nommé pour cinq ans (mandat renouvelable une fois) : Alain Schnapp (2001-2005), Jean-Pierre Cuzin administrateur provisoire (2005-2006), Antoinette Le Normand-Romain (2006-2016), et Éric de Chassey (2016-2025). Il est administré par un conseil d'administration dont la présidente est, depuis 2025, Fabrice Bakhouche, conseiller maître à la Cour des comptes, et le vice-président Gilles Pécout.
L'INHA se compose du département des Études et de la Recherche et du département de la Bibliothèque et de la Documentation, assistés par des services communs. En 2024, l'INHA comptait 236 agents en poste.

## Ressources documentaires

### Bibliothèque

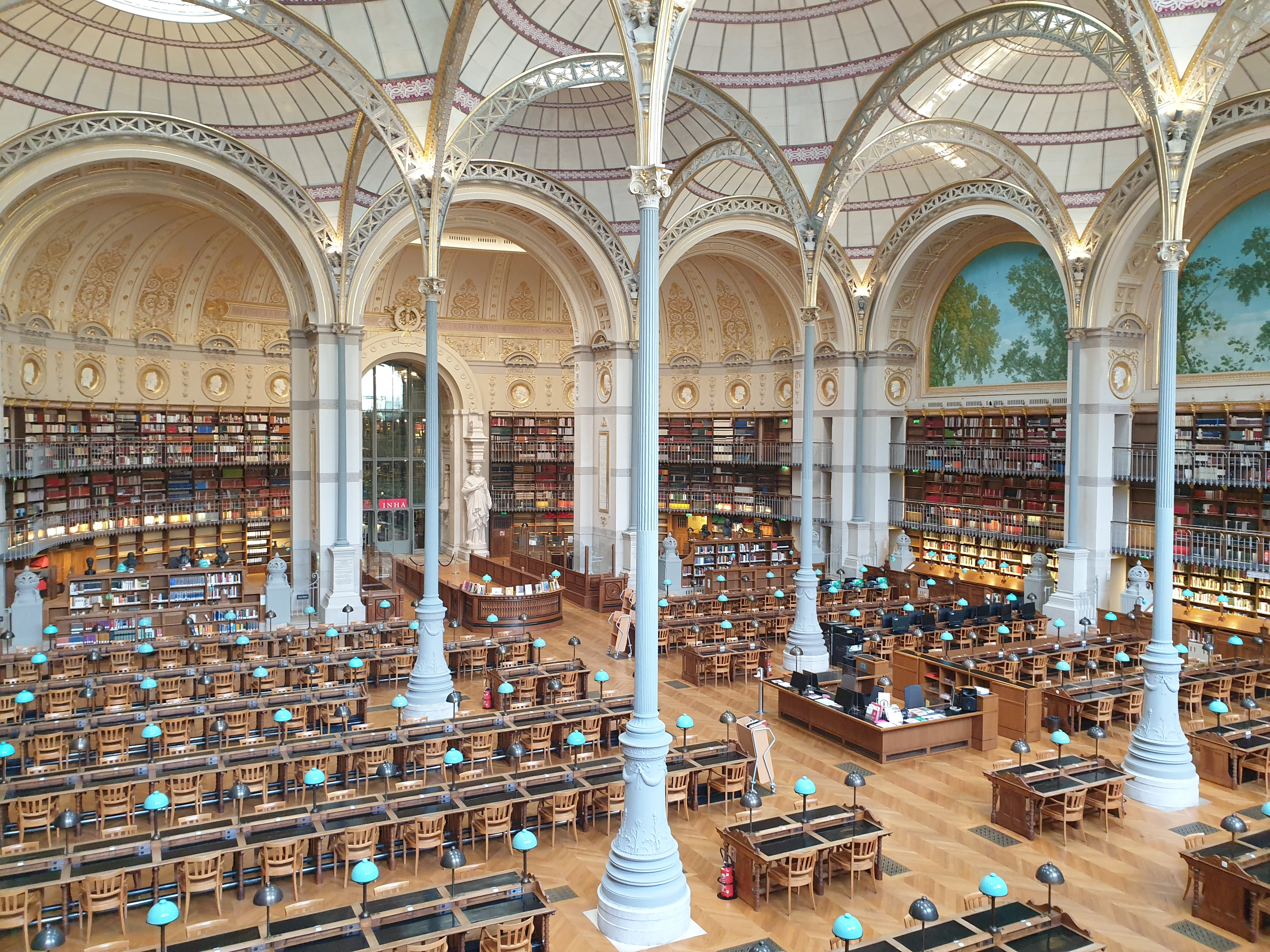
La salle Labrouste, la salle de lecture de l'INHA, sur le site Richelieu

Les collections de la bibliothèque de l’INHA sont consultables dans la salle Labrouste du quadrilatère Richelieu depuis le 15 décembre 2016, après l'avoir été dans la salle Ovale depuis 1993. La bibliothèque avait 14 724 lecteurs inscrits en 2024, des étudiants en master et doctorat pour 47 %. Une partie des collections (environ 180 000 documents) est proposée en libre accès autour de la salle Labrouste et sur trois niveaux du magasin central, dont 35 000 volumes de périodiques. En janvier 2016, elle a été rejoint par la Bibliothèque centrale des musées nationaux (BCMN), en 2018 elle est devenu propriétaire des collections des Archives de la critique d'art (Rennes), et en 2021 a intégré certaines collections de la bibliothèque de l’École nationale supérieure des beaux-arts (ENSBA). Son catalogue commun intègre également les collections de la bibliothèque Gernet-Glotz de l'EHESS. L’ensemble, qui représente un total de plus de 1 800 000 documents, est l'un des plus importants au monde dans son domaine. La bibliothèque de l’INHA est considérée comme CollEx (ex-CADIST) pour l’histoire de l’art, fonction qu’elle hérite de la bibliothèque d'Art et d'Archéologie – Jacques-Doucet.

### Bases de données
L’INHA produit des données relatives à l’histoire de l’art, aux artistes, œuvres, sources, etc., utilisables par les chercheurs via AGORHA, application de gestion de contenus mutualisés comprenant plusieurs dizaines de bases de données issues des différents programmes de recherche de l'Institut. Lorsqu'un même objet de recherche intéresse plusieurs programmes est produite une notice unique, partagée et enrichie par ces différents programmes.
Depuis 2018, le moteur de recherche permet d'effectuer : une recherche générale avec « Lancer la recherche » ou, à l'aide de l'onglet supérieur « Rechercher », par type de notices (œuvres - personnes et organismes - collections d’œuvres - évènements - fonds d'archives - références bibliographiques - manuscrits) ; une recherche simple (tutoriel) ; une recherche experte ; une recherche par liens.
La seconde permet un pré-filtrage notamment par bases de données et les deux dernières donnent accès à une recherche booléenne à l'aide de 15 critères plus précis pouvant être croisés, tels que rôle (de, attribué à, d'après...), titre, lieu d'exécution, lieu de conservation, date d'exécution, technique, format, etc. Ces recherches font apparaître les résultats triés sous 10 filtres : Base de données (RETIF, REPFALL, etc.) ; Type d'œuvres ; Personne liée à l’œuvre ; Sujet ; Date d'exécution ; Lieu de conservation ; Lieu d'exécution ; Lieu de découverte ; Matière et technique ; Nombre de documents liés.
Parmi les principales bases de données d'AGORHA, le RETIF (répertoire des tableaux italiens dans les collections publiques françaises [XIIIe – XIXe siècle]), avec 13 844 peintures, qui incluent environ 150 copies par des artistes non italiens (la région Hauts-de-France en a tiré un site de géolocalisation des œuvres sur son territoire). 

## Éditions
Les éditions de l’INHA visent à valoriser la recherche en histoire de l’art en la rendant accessible à un vaste lectorat. Une grande partie des publications émane des programmes de recherche menés à l’Institut et des fonds conservés à la bibliothèque.

### Collections
L'INHA édite trois collections diffusées et distribuées par la fondation Maison des sciences de l'homme :
- La collection « Dits » rassemble des essais d’histoire de l’art écrits par des auteurs s’inscrivant dans tous les champs de la pensée et de la recherche. Sous une forme brève, ils explorent les questions que font naître les images, les objets, les édifices et les lieux.
- La collection « Inédits » publie des travaux de figures historiques de l’histoire de l’art, articles, biographies ou essais. Ces textes mettent à la disposition de la communauté des chercheurs des sources pour faire l’histoire de l’art.
- La collection « Inédits. Correspondances » réunit ces sources décisives de l’histoire de l’art que sont les correspondances. Ces écrits révèlent des pans méconnus de la recherche et permettent d’approcher la personnalité de ces figures qui ont forgé la discipline tout en documentant son historiographie.

La collection « L’Art et l’Essai », coéditée avec le Comité des travaux historiques et scientifiques, rend accessible des travaux issus de thèses reconnus pour leur excellence et contribue à la diffusion des savoirs sur l’art de l’Antiquité classique au XXIe siècle. Un appel est publié annuellement.
De nombreux livres visant à valoriser la recherche en histoire de l’art – ouvrages collectifs et catalogues d’expositions – sont publiés en coédition.
Sur la plateforme d’édition numérique OpenEdition Books sont publiés en libre accès trois collections :
- La collection « Panoramas » réunit les catalogues des expositions organisées par l’Institut national d’histoire de l’art mettant à disposition du public le patrimoine de sa bibliothèque.
- La collection « Traverses » réunit des textes de référence en histoire de l’art permettant de s’orienter parmi des sources textuelles et iconographiques, des notions, de comprendre les vocabulaires technique ou historique ou encore l’historiographie de la discipline.
- La collection « Voies de la recherche » présente les résultats des travaux de chercheurs réunis lors de colloques, de séminaires ou de journées d’études.

### Revues
L'INHA édite Perspective : actualité en histoire de l'art, revue scientifique semestrielle, dont les numéros thématiques offrent un panorama historiographique et critique de la discipline.
En tant que membre du Réseau des instituts d'histoire de l'art (RIHA), l'INHA participe à l'édition du RIHA Journal, revue multilingue en ligne consacrée à l'étude des liens artistiques et des échanges culturels, dans une perspective internationale.
Via le laboratoire InVisu (CNRS/INHA) sont également éditées les revues ABE Journal et Modes pratiques.